# Список парусных пакетботов Российского императорского флота
В список включены все парусные пакетботы, состоявшие на вооружении Российского императорского флота.
Пакетботы (от нем. Pack — тюк и Boot — лодка, возможно также от нидерл. Pakket-bооt или англ. Packet-boat — почтовое судно) представляли собой небольшие двухмачтовые суда, предназначавшиеся для перевозки почты и пассажиров, а также для несения посыльной службы. Вооружались небольшим количеством орудий малого и среднего калибра, в связи с чем могли принимать участие в боевых операциях. Также зачастую использовались в качестве транспорта в научных и исследовательских экспедициях.
В составе Российского императорского флота суда данного типа применялись в XVIII — начале XIX века. Несли службу в составе Балтийского и Черноморского флотов, Азовской, Каспийской и Сибирской флотилий, также одно судно действовало в составе греческой корсарской флотилии Гульемо Лоренца.

## Легенда
Список судов разбит на разделы по флотам и флотилиям, внутри разделов суда представлены в порядке очерёдности включения их в состав флота, в рамках одного года — по алфавиту. Ссылки на источники информации для каждой строки таблиц списка и комментариев, приведённых к соответствующим строкам, сгруппированы и располагаются в столбце Примечания.
Таблица:
- Наименование — имя судна.
- Размер — длина и ширина судна в метрах.
- Осадка — осадка судна (глубина погружения в воду) в метрах.
- Верфь — место постройки судна.
- Корабельный мастер — фамилия мастера, построившего или руководившего постройкой судна.
- Год включения в состав флота — год постройки, приобретения, переоборудования или захвата судна.
- История службы — основные места и события.
- н/д — нет данных.

Сортировка может проводиться по любому из выбранных столбцов таблиц, кроме столбцов История службы и Примечания.

## Пакетботы Балтийского флота
В разделе приведены пакетботы, входившие в состав Балтийского флота России.
| Наименование    | Ор.                                                            | Размер                                                         | Осадка                                                         | Верфь                                                              | Мастер                                                             | Вх.  | Вых. | История службы | Прим.                      |
| --------------- | -------------------------------------------------------------- | -------------------------------------------------------------- | -------------------------------------------------------------- | ------------------------------------------------------------------ | ------------------------------------------------------------------ | ---- | ---- | --- | -------------------------- |
| Без названия    | н/д                                                            | 16,8 x 4,7                                                     | 2,3                                                            | Олонецкая верфь                                                    | Л. А. Верещагин, Ф. П. Пальчиков                                   | 1704 | н/д  | Принимал участие в Северной войне, ежегодно с 1705 по 1710 год выходил к острову Котлин в составе эскадры. | [ 1 ]                      |
| Почт-ваген      | Сведений о вооружении и конструкции пакетботов не сохранилось. | Сведений о вооружении и конструкции пакетботов не сохранилось. | Сведений о вооружении и конструкции пакетботов не сохранилось. | Олонецкая верфь                                                    | В. Фогель                                                          | 1726 | 1735 | С 1728 по 1733 год по несколько раз ходил из Кронштадта в Данциг, Любек и Мемель. В 1734 году принимал участие в действиях флота у Данцига и выходил в крейсерские плавания между Ревелем и Рогервиком. Весной 1735 года перешел из Ревеля в Кронштадт, где осенью того же года был разобран. | [ 1 ] [ 4 ]                |
| Почт-горн       | Сведений о вооружении и конструкции пакетботов не сохранилось. | Сведений о вооружении и конструкции пакетботов не сохранилось. | Сведений о вооружении и конструкции пакетботов не сохранилось. | Олонецкая верфь                                                    | В. Фогель                                                          | 1726 | 1732 | В 1727 и 1728 годах совершал плавания между Кронштадтом, Данцигом и Любеком. По окончании службы разобран в Кронштадте. | [ 1 ] [ 5 ]                |
| Флигель-де-фам  | Сведений о вооружении и конструкции пакетботов не сохранилось. | Сведений о вооружении и конструкции пакетботов не сохранилось. | Сведений о вооружении и конструкции пакетботов не сохранилось. | Олонецкая верфь                                                    | В. Фогель                                                          | 1726 | н/д  | В 1727 и 1728 годах совершал плавания между Кронштадтом и Любеком. | [ 1 ] [ 5 ]                |
| Курьер          | Сведений о вооружении и конструкции пакетботов не сохранилось. | Сведений о вооружении и конструкции пакетботов не сохранилось. | Сведений о вооружении и конструкции пакетботов не сохранилось. | Олонецкая верфь                                                    | В. Фогель                                                          | 1727 | 1755 | С 1729 по 1732, с 1735 по 1741 годы, а также в 1744, 1745, 1747, 1749 и 1750 годах по несколько раз ходил из Кронштадта в Данциг и Любек. В 1734 году принимал участие в действиях флота у Данцига и выходил в крейсерские плавания между Ревелем и Рогервиком. Весной 1735 года перешел из Ревеля в Кронштадт. В 1746 году выходил в практическое плавание к острову Гогланд. В 1750 году из-за открывшейся течи прервал плавание в Любек и вернулся в Кронштадт, где был разобран в 1755 году. | [ 6 ] [ 5 ]                |
| Ластка          | Сведений о вооружении и конструкции пакетботов не сохранилось. | Сведений о вооружении и конструкции пакетботов не сохранилось. | Сведений о вооружении и конструкции пакетботов не сохранилось. | Олонецкая верфь                                                    | В. Фогель                                                          | 1727 | н/д  | В 1731 году на пакетботах из Киля в Кронштадт была доставлена партия лошадей, купленных в Голштинии. | [ 5 ] [ 7 ] [ 8 ] [ 9 ]    |
| Фортуна         | Сведений о вооружении и конструкции пакетботов не сохранилось. | Сведений о вооружении и конструкции пакетботов не сохранилось. | Сведений о вооружении и конструкции пакетботов не сохранилось. | Олонецкая верфь                                                    | В. Фогель                                                          | 1727 | н/д  | В 1731 году на пакетботах из Киля в Кронштадт была доставлена партия лошадей, купленных в Голштинии. | [ 5 ] [ 7 ] [ 8 ] [ 10 ]   |
| Меркурий        | Сведений о вооружении и конструкции пакетботов не сохранилось. | Сведений о вооружении и конструкции пакетботов не сохранилось. | Сведений о вооружении и конструкции пакетботов не сохранилось. | Олонецкая верфь                                                    | В. Фогель                                                          | 1727 | 1732 | В 1731 году совершал плавания между Кронштадтом и Любеком. 22 мая (2 июня) 1732 года сел на мель у острова Сескар. Снять судно с мели не удалось, поэтому оно было разобрано. | [ 4 ] [ 7 ] [ 11 ]         |
| Почтальон       | Сведений о вооружении и конструкции пакетботов не сохранилось. | Сведений о вооружении и конструкции пакетботов не сохранилось. | Сведений о вооружении и конструкции пакетботов не сохранилось. | Олонецкая верфь                                                    | В. Фогель                                                          | 1727 | 1737 | Ежегодно с 1729 по 1733 год а также в 1735 и 1736 годах по два раза ходил из Кронштадта в Данциг и Любек. В 1734 году подвергся ремонту в Санкт-Петербурге. После 1737 года был разобран. | [ 5 ] [ 7 ]                |
| Меркуриус       | Сведений о вооружении и конструкции пакетботов не сохранилось. | Сведений о вооружении и конструкции пакетботов не сохранилось. | Сведений о вооружении и конструкции пакетботов не сохранилось. | Галерная верфь                                                     | В. Соловьёв                                                        | 1732 | 1755 | В 1733, 1736—1739, 1741 и 1744—1754 годах использовался для организации почтового сообщения между Кронштадтом, Данцигом и Любеком. В 1734 году принимал участие в действиях флота у Данцига и выходил в крейсерские плавания между Ревелем и Рогервиком. Принимал участие в Русско-шведской войне 1741—1743 годов, в том числе захватил несколько шведских судов и участвовал в снятии с мели шнявы «Фаворитка». Весной 1744 года пришел в Кронштадт, где был разобран после 1755 года. | [ 12 ] [ 13 ]              |
| Новый курьер    | Сведений о вооружении и конструкции пакетботов не сохранилось. | Сведений о вооружении и конструкции пакетботов не сохранилось. | Сведений о вооружении и конструкции пакетботов не сохранилось. | Галерная верфь                                                     | В. Соловьёв                                                        | 1733 | 1740 | В 1733 и 1735 годах ходил в Любек и Данциг. С 1736 по 1740 год использовался для организации почтового сообщения между Кронштадтом, Данцигом и Любеком. 26 сентября (7 октября) 1740 года во время шторма налетел на камни у острова Кокшер и на следующий день был разбит волнами. | [ 7 ] [ 14 ] [ 15 ]        |
| Новый почтальон | Сведений о вооружении и конструкции пакетботов не сохранилось. | Сведений о вооружении и конструкции пакетботов не сохранилось. | Сведений о вооружении и конструкции пакетботов не сохранилось. | Галерная верфь                                                     | Сведений о корабельных мастерах не сохранилось.                    | 1735 | н/д  | В 1736 году использовался для организации почтового сообщения между Кронштадтом, Данцигом и Любеком. В 1737, 1738, 1740, 1745, 1744, 1745 и 1746 годах совершал плавания в Любек, а 1739 и 1749 годах — в Данциг. Принимал участие в Русско-шведской войне 1741—1743 годов, в том числе в перестрелке с судами шведского флота у Гангута. | [ 16 ]                     |
| Сокол           | 16                                                             | 27,5 x 7,7                                                     | 3,4                                                            | Санкт-Петербургское адмиралтейство                                 | Д. Сютерланд                                                       | 1750 | 1771 | С 1750 по 1756 год использовался для организации почтового сообщения между Кронштадтом, Данцигом и Любеком. Принимал участие в Семилетней войне, в том числе использовался для транспортировки осадной артиллерии. В 1764, 1766 и 1767 годах использовался для организации сообщения между Кронштадтом, Данцигом, Любеком и Килем. Летом 1765 года выходил в практическое плавание в Финский залив в составе эскадры, а также участвовал в показательных маневрах. В 1770 году на пакетботе в из Кронштадта в Ревель прибыл командующий Ревельской эскадрой контр-адмирал В. Я. Чичагов. В 1771 году перешел в Кронштадт, где и был разобран.                         | [ 4 ] [ 17 ]               |
| Лебедь          | 16                                                             | 27,5 x 7,7                                                     | 3,4                                                            | Санкт-Петербургское адмиралтейство                                 | Д. Сютерланд                                                       | 1750 | н/д  | С 1751 по 1756 год использовался для организации почтового сообщения между Кронштадтом, Данцигом и Любеком. Принимал участие в Семилетней войне, в том числе использовался для транспортировки осадной артиллерии. В 1763—1764 годах подвергся ремонту. Летом 1765 года выходил в практическое плавание в Финский залив в составе эскадры, а также участвовал в показательных маневрах. В 1776 году на пакетботе в из Любека в Кронштадт были перевезены немецкие колонисты. С 1767 по 1775 год нёс брандвахтенную службу в Ревеле. | [ 4 ] [ 17 ]               |
| Меркуриус       | 16                                                             | 27,5 x 7,7                                                     | 3,4                                                            | Санкт-Петербургское адмиралтейство                                 | Хвадриев                                                           | 1755 | н/д  | В 1756 году использовался для организации почтового сообщения между Кронштадтом и Любеком. Принимал участие в Семилетней войне, в том числе использовался для транспортировки продовольствия. В 1761 году использовался для организации почтового сообщения между Кронштадтом и Данцигом. В 1764 году ходил в Киль, Любек и Данциг, а летом 1765 года выходил в практическое плавание в Финский залив в составе эскадры и участвовал в показательных маневрах. В 1769 году вновь состоял на почтовом сообщении между Кронштадтом и Данцигом. С 1770 году доставил из Данцига грузы для императорского двора, а также выходил в практическое плавание в Финский залив. | [ 4 ] [ 17 ]               |
| Курьер          | 16                                                             | 27,5 x 7,7                                                     | 3,4                                                            | Галерная верфь                                                     | И. И. Ильин                                                        | 1757 | 1759 | Принимал участие в Семилетней войне. В 1757 году использовался для организации сообщения между Кронштадтом, Данцигом и Любеком. В 1758 использовался для гидрографических работ, а в 1759 году для перевозки продовольствия и крейсерских плаваний. 11 (22) сентября 1759 года по пути из Данцига в Ревель сел на мель и разбился. | [ 4 ] [ 18 ] [ 19 ] [ 20 ] |
| Курьер          | 16                                                             | 27,5 x 7,7                                                     | 3,4                                                            | Галерная верфь                                                     | Лодыгин                                                            | 1760 | 1780 | Принимал участие в Семилетней войне, в том числе для организации в 1761 году срочного сообщения между Кронштадтом и Любеком. В 1764 году состоял на почтовом сообщении между Кронштадтом, Данцигом, Любеком и Килем. Летом 1765 года выходил в практическое плавание в Финский залив в составе эскадры и участвовал в показательных маневрах. В 1766 и 1767 годах также принимал участие в практических плаваниях в Финском заливе. В 1768 году нёс брандвахтенную службу Кронштадте, а с 1774 по 1779 в Ревеле. По окончании службы был разобран. | [ 4 ] [ 21 ]               |
| Почтальон       | 16                                                             | 27,5 x 7,7                                                     | 3,4                                                            | Олонецкая верфь                                                    | И. И. Афанасьев                                                    | 1766 | 1791 | В 1767 и 1768 годах использовался для организации почтового сообщения между Кронштадтом, Килем и Любеком. Принимал участие в Русско-турецкой войне 1768—1774 годов в составе Первой Архипелагской эскадры, в том числе в Хиосском сражении. В 1775 году переведён на Чёрное море, включён в состав Азовской флотилии и переоборудован в бомбардирский корабль, а затем, уже в составе Черноморского флота — во фрегат и переименован в «Никита Мученик». Фрегат был разобран в 1791 году. | [ 22 ] [ 23 ] [ 24 ]       |
| Летучий         | 16                                                             | 27,5 x 7,7                                                     | 3,4                                                            | Олонецкая верфь                                                    | И. И. Афанасьев                                                    | 1766 | 1770 | В 1768 годах использовался для организации почтового сообщения между Кронштадтом, Килем и Любеком. Принимал участие в Русско-турецкой войне 1768—1774 годов в составе Первой Архипелагской эскадры. 17 (28) марта 1770 года разбился у в районе города Витуло. | [ 4 ] [ 25 ] [ 26 ] [ 27 ] |
| Сокол           | 16                                                             | 27,5 x 7,7                                                     | 3,4                                                            | Олонецкая верфь                                                    | И. И. Афанасьев                                                    | 1772 | 1784 | Весной и летом 1773 года находился в составе отряда, ходившего в Любек за невестой цесаревича Павла. В 1776 году нёс брандвахтенную службу в Кронштадте. В 1777 году принимал участие в практическом плавании в Финском заливе. В июне 1779 года ушёл в Ревель, где до 1782 года нёс брандвахтенную службу. По окончании службы был разобран. | [ 4 ] [ 28 ]               |
| Быстрый         | 16                                                             | 27,5 x 7,7                                                     | 3,4                                                            | Олонецкая верфь                                                    | И. И. Афанасьев                                                    | 1772 | н/д  | Весной и летом 1773 года находился в составе отряда, ходившего в Любек за невестой цесаревича Павла. В 1777 и 1778 годах принимал участие в практических плаваниях в Финском заливе. Летом 1779 года на пакетботе из Любека в Кронштадт была перевезена библиотека Вольтера, приобретённая Екатериной II. | [ 4 ] [ 28 ]               |
| Без названия    | н/д                                                            | 11,6 x 3,7                                                     | 2,2                                                            | Сведений о местах постройки и корабельных мастерах не сохранилось. | Сведений о местах постройки и корабельных мастерах не сохранилось. | 1780 | н/д  | Сведений о плаваниях судна не сохранилось. | [ 4 ]                      |
| Поспешный       | 10                                                             | Сведений о размерах пакетботов не сохранилось.                 | Сведений о размерах пакетботов не сохранилось.                 | Сведений о местах постройки и корабельных мастерах не сохранилось. | Сведений о местах постройки и корабельных мастерах не сохранилось. | 1787 | н/д  | Первоначально вошёл в состав Средиземноморской эскадры, однако из-за начавшейся войны со Швецией поход не состоялся. Принимал участие в Русско-шведской войне 1788—1790 годов, в том числе в Первом Роченсальмском сражении, во время которого был захвачен неприятелем, однако к отбит к концу сражения. | [ 4 ] [ 29 ]               |
| Стрела          | 20                                                             | Сведений о размерах пакетботов не сохранилось.                 | Сведений о размерах пакетботов не сохранилось.                 | Кронштадтская верфь                                                | Власов                                                             | 1804 | 1809 | Сведений о плаваниях судна не сохранилось. В 1809 году передан Франции. | [ 4 ]                      |
| Сокол           | н/д                                                            | Сведений о размерах пакетботов не сохранилось.                 | Сведений о размерах пакетботов не сохранилось.                 | Сведений о месте постройки и корабельных мастерах не сохранилось.  | Сведений о месте постройки и корабельных мастерах не сохранилось.  | н/д  | 1805 | Сведений о плаваниях судна не сохранилось. По окончании службы был разобран. | [ 4 ]                      |

- П. Ж. Волэр «Бой в Хиосском проливе», на первом плане пакетбот «Почтальон»

## Пакетботы Азовской флотилии и Черноморского флота
В разделе приведен пакетбот, входивший в состав Азовской флотилии и Черноморского флота России. Сведений о вооружении и размерах этого пакетбота, а также строивших его корабельных мастерах не сохранилось.
| Наименование | Верфь   | Вх.  | Вых. | История службы | Прим. |
| ------------ | ------- | ---- | ---- | --- | ----- |
| Без названия | Воронеж | 1709 | 1711 | Летом 1709 года перешёл с верфи в Азов, где в 1710 и 1711 годах стоял в готовности к плаваниям, однако в море не выходил. | [ 1 ] |

Также в составе Азовской флотилии нёс службу пакетбот «Почтальон», переведённый из Первой Архипелагской эскадры и переоборудованный первоначально в бомбардирский корабль, а затем, уже в составе Черноморского флота — во фрегат.

## Пакетботы Каспийской флотилии
В разделе приведены пакетботы, входившие в состав Каспийской флотилии. Сведений о размерах каспийских пакетботов и корабельных мастерах, их построивших, не сохранилось.
| Наименование | Ор. | Верфь              | Вх.  | Вых. | История службы | Прим.  |
| ------------ | --- | ------------------ | ---- | ---- | --- | ------ |
| Летучий      | 10  | Астраханская верфь | 1794 | 1801 | Ежегодно с 1794 по 1799 год выходил в плавания в Каспийское море до берегов Персии. По окончании службы был разобран в Астрахани. | [ 29 ] |
| Сокол        | 10  | Астраханская верфь | 1794 | н/д  | Ежегодно с 1794 по 1802 год выходил в плавания в Каспийское море до берегов Персии.                                               | [ 29 ] |

## Пакетботы Сибирской флотилии
В разделе приведены пакетботы, входившие в состав Сибирской флотилии России.
| Наименование            | Ор. | Размер     | Осадка | Верфь          | Мастер                    | Вх.  | Вых. | История службы | Прим.                              |
| ----------------------- | --- | ---------- | ------ | -------------- | ------------------------- | ---- | ---- | --- | ---------------------------------- |
| Святой Пётр             | 14  | 24,4 x 6,7 | 2,9    | Охотская верфь | М. Ругачёв, А. И. Кузьмин | 1740 | 1741 | Принимал участие во Второй камчатской экспедиции. 28 ноября (9 декабря) 1741 года разбился у острова Беринга. В 1742 году из обломков пакетбота был построен одноимённый гукор, на котором выжившим членам экипажа удалось добраться до Авачинской губы. | [ 30 ] [ 31 ] [ 32 ] [ 33 ] [ 34 ] |
| Святой Павел            | 14  | 24,4 x 6,7 | 2,9    | Охотская верфь | М. Ругачёв, А. И. Кузьмин | 1740 | 1744 | Принимал участие во Второй камчатской экспедиции в 1740-1742 годах. В 1744 году из-за ветхости сдан в контору Охотского порта. | [ 31 ] [ 32 ] [ 35 ]               |
| Святой Иоанн Креститель | н/д | 21 x 5,5   | 1,9    | Охотская верфь | А. И. Кузьмин             | 1741 | 1753 | Принимал участие в экспедиции М. П. Шпанберга. В 1753 году использовался в качестве грузового судна. Разбился 12 (23) октября 1753 года в устье реки Озёрная.                                                                                            | [ 31 ] [ 32 ] [ 36 ] [ 37 ] [ 38 ] |

- Парусный пакетбот на марке СССР 1987 года
- Пакетбот «Святой Пётр» на марке СССР 1966 года

## Пакетбот флотилии Лоренца
В разделе приведен пакетбот, входивший в состав корсарской флотилии Гульемо Лоренца. Сведения об особенностях конструкций этого судна и месте его постройки не сохранились.
| Наименование    | Ор. | Экипаж | Годы службы | История службы                                                                                         | Прим. |
| --------------- | --- | ------ | ----------- | --- | ----- |
| Российский Орёл | 24  | 90     | 1788—1790   | Сведений о плаваниях судна не сохранилось. Нёс службу под командованием капитана-лейтенанта Дешаплета. | [ 3 ] |

### Комментарии
1. ↑  В списках судов флота числился как Пакет-бот или Бот-почт.
2. 1 2 3 4 5  Пакетботы «Курьер», «Ластка», «Фортуна», «Меркурий» и «Почтальон» строились по одному проекту, тип «Курьер».
3. 1 2 3  Пакетботы «Сокол», «Лебедь» и «Меркуриус» строились по одному проекту, тип «Сокол».
4. 1 2 3 4 5 6  Пакетботы «Курьер» 1757 и 1760 годов постройки, «Почтальон», «Летучий», «Сокол» и «Быстрый» строились по одному проекту, тип «Курьер».
5. ↑  Карронады.
6. ↑  Точный год постройки не установлен, указан вероятный год включения в состав флота.
7. ↑  Точное место не установлено.
8. 1 2  Пакетботы «Летучий» и «Сокол» строились по одному проекту, тип «Летучий».
9. ↑  3-фунтовые пушки.
10. 1 2  Пакетботы «Святой Пётр» и «Святой Павел» строились по одному проекту, тип «Святой Пётр».